# 金澤朋子のVivid Midnight
『金澤朋子のVivid Midnight』（かなざわともこのビビッド ミッドナイト）は、エフエムナックファイブ（NACK5）で放送していたラジオのトーク番組。
2019年10月6日に放送開始し、2021年11月28日をもって放送終了。

## 概要
アイドルグループ・Juice=Juiceの金澤朋子とBEYOOOOONDSがパーソナリティを務める番組。BEYOOOOONDSからは2回ごとに交代で2人がビビサポとして出演していた。
金澤にとってこの番組が初めてとなる冠番組で、BEYOOOOONDSにとってはラジオの初レギュラー番組となった番組だった。番組冒頭で金澤が「○○風にビヨーンと伸ばして言うと?」と問いかけ、ビビサポメンバーが「ビビナイ!」と言うやり取り、エンディングでは金澤が「Good Vivid Midnight!」と言って〆るのが定番となっていた。
メッセージを送った人の中から、収録毎に抽選で5名にサイン入りステッカーをプレゼントしていた。
番組公式ハッシュタグは『#ビビナイ795』。
2020年4月からは『#ビビフォト』と題して番組公式Twitterに出演メンバーが撮った写真や収録時の服装を公開していた。
2020年10月からは金澤とBEYOOOOONDSメンバー全員の声が入ったオープニングジングルに変更となった。また、コーナーやCM間のジングルの代わりに、出演メンバーのファッションポイントや留守電風のメッセージを流していた。
2021年11月24日をもって金澤朋子がJuice=Juice及びハロー!プロジェクトを卒業するのに伴い、11月21日（20日深夜）の放送までの出演となった。11月28日（27日深夜）の放送は一岡伶奈、高瀬くるみ、平井美葉の3人がパーソナリティを担当し、約2年の放送に幕を閉じた。
同年12月5日（4日深夜）からはBEYOOOOONDSの一岡伶奈と清野桃々姫がメインパーソナリティーを、OCHA NORMA（番組開始当初は『ハロプロ研修生ユニット』）がサポートメンバーをそれぞれ務める新番組『BEYOOOOONDSのDOYOOOOOB!』が開始。

## 放送時間
- 2019年10月6日（5日深夜） - 2021年11月28日（27日深夜）、エフエムナックファイブ（NACK5） 毎週日曜（土曜深夜） 0:00 - 0:30[1]

## 番組コーナー
フリーメッセージ
金澤、BEYOOOOONDSメンバーへのメッセージや解決してほしいお悩みを募集・紹介していたコーナー。
恋するフレーズ・ショット
シチュエーションに対して、ハートを射止めるフレーズを募集していたコーナー。BEYOOOOONDSメンバーと金澤がくじで判定役・男の子役・女の子役を決めて演じる。
ビビトピ
不定期コーナー。ハロー!プロジェクトにまつわるトピックを紹介していたコーナー。
タレコミ情報
不定期コーナー。雑誌やイベントなどで見かけた金澤とビビサポメンバーに関する情報を随時募集し、紹介していたコーナー。
ご新規さん、いらっしゃい♪ → 一問一答メール
一問一答スタイルの質問を募集し、回答するコーナー。2020年4月、5月にご新規さん強化月間として設けられた。2020年10月の番組1周年記念の際にも復活し、以降も不定期で続いていた。

この他、季節にちなんだ特別コーナーなどをおこなっていた。

## ゲスト
2019年
- 第10回（12月8日） - Juice=Juice（コメント出演）[81]
- 第12回（12月22日） - BEYOOOOONDS（コメント出演）[82]

2020年
- 第18回（2月2日） - 稲場愛香（コメント出演）[83]
- 第37回（6月14日） - 中島卓偉（コメント出演）、宮崎由加（リモート出演）[84]
- 第38回（6月21日） - 宮崎由加（リモート出演）
- 第43回（7月26日） - 島倉りか（コメント出演）
- 第62回（12月6日） - 宮本佳林（コメント出演）

2021年
- 第92回（7月4日） - 浅倉樹々（コメント出演）[61]

## エピソード
- エフエムナックファイブ第284回番組審議会において、番組について「ハロー!プロジェクトのファンにとってたまらない企画があるラジオ番組」、パーソナリティを務める金澤については「落ち着きがあって、進行が慣れている」「アイドルらしからぬ、ラジオの為にあると感じる声」と評された[85]。
- 女優の蒼井優、モデルの菊池亜希子がエフエム東京『TOKYO SPEAKEASY』に出演した際、リスナーであることを話した[86]。
- 第11回（12月15日）の放送ではJuice=Juice、BEYOOOOONDSの楽曲の中からリスナー投票で得票の多かった3曲を金澤、小林、西田の3名が生歌で披露した[87]。
- 第21回（2月23日）の放送では、里吉うたの（BEYOOOOONDS）がプロデュースした企画を放送した[88]。また、Juice=Juiceの『好きって言ってよ』をラジオ初オンエアした[88]。
- 第31回（5月3日）の放送ではリスナーから募集したハロー!プロジェクトのミュージックビデオやライブDVDのオススメをスペシャル企画「おうちでハロプロ鑑賞会」と題して紹介した[24]。
- 第37回（6月14日）の放送では金澤の1シャープ総取り企画として、敬愛する中島卓偉の魅力を語ったり、ゲストの宮崎由加とのトークを放送した[84]。なお、江口と里吉がメイドとなって番組を進行した[27]。
- 第45回（8月9日）の放送でリスナーが選んだ1シャープ総取り企画をやってほしいメンバー第1位に島倉りかが選ばれた[89]。